# Caproni
«Капро́ни» (итал. Caproni) — одна из главных итальянских авиастроительных компаний. Основана в 1908 году Джованни Капрони. В 1911 году Джованни Капрони создал первый итальянский самолёт.

## История

### Предыстория
Джованни Батиста Капрони родился в Арко, бывшей в то время под властью Австро-Венгрии. Обучался в Мюнхене и Льеже, после жил в Париже. Его семья была ирредентистской и поэтому Капрони основал свою компанию в Италии. Его первый самолёт Caproni Ca.1 поднялся в воздух в 1910. Первые семь бипланов (от Ca.1 до Ca.7) не выходили за рамки прототипов, пока в 1911 он не создал свой первый моноплан Caproni Ca.8. Ca.11 установил итальянский рекорд скорости, а Ca.12 — мировой. Именно Ca.12 стал первым пассажирским самолётом в Италии.

### Первая мировая война
Во время Первой мировой войны компания производила удачные тяжёлые бомбардировщики, применявшиеся военно-воздушными силами Италии, Франции, Великобритании и США. В 1915 году, с вступлением в войну, Королевская армия решила начать серийный выпуск самолёта, разработанного Капрони. Банкиры, промышленники и сенаторы взяли на себя обязательство расширить завод в Виццоле-Тичино и построить новый завод в Талиедо на окраине Милана. Одним из первых в бою использовать Caproni стал Луиджи Рудольфи.

### Между мировыми войнами
В перерыве между мировыми войнами компания превратилась в крупный синдикат, названный Società Italiana Caproni, Milano, купивший несколько мелких фирм. Среди самолётов массового производства в этот период компании наиболее значимыми являются монопланы Ca.101, Ca.111 и Ca.133 . Эти три самолёта широко применялись в колониях, особенно во время войны в Эфиопии, и оставались на службе для второстепенных задач во время Второй мировой войны. Они также имели некоторый успех в экспорте. Основной продукцией были бомбардировщики и лёгкие транспортные самолёты. В тридцатых годах Caproni включает в себя более чем 20 компаний.

### После Второй мировой войны
Конец Второй мировой войны компания встретила в экономическом кризисе, к тому же Джованни Капрони был арестован за содействие фашистам, хотя позже был оправдан. Компания вкладывает все свои силы в Ca.193. 13 мая 1949 года самолёт совершил первый полёт, но не получил заказов. Был куплен Итальянской армией в 1950. Компания прекратила существование в 1950 году, однако одно из её подразделений — Caproni Vizzola — просуществовало до 1980 года, в котором было куплено компанией Agusta. Джованни Капрони умер в Риме 29 октября 1957 года.

## Галерея
|  |  |  |  |
|  |  |  |  |
|  |  |  |  |